# 杭抜き機
杭抜き機（くいぬきき）とは、建設機械の一つで建設工事や土木工事の基礎を造成するために用いる。
ここでいう杭とは、鋼管杭（JIS A 5525）、H鋼、鋼矢板などを指し、軟弱な地盤に構造物を建築する際の基礎杭、土砂を掘削する際の支保工（仮設工）、災害時の被害拡大を防止する施設など、基礎地盤からの支持力や反力が必要とされる工事現場に用いられている。杭抜き機は、そのような杭を必要な現場で地盤中から引き抜く際に用いる機械である。
日本では高度経済成長期以降、施工期間中の周辺環境の保全や市街地の密集化、狭小敷地での施工、工事期間の短縮等の要因で杭抜き工法や建設機械の技術が進歩し、メーカー毎に多様な機能を搭載した複数種の杭抜き機が開発されており、単純な分類が困難となっている。

## チャッキング系
既存杭引き抜き撤去工事において、ケーシング先端に杭を抱えあげる為のチャック爪を有し、杭先端までケーシング削孔完了後、チャック爪を突出させ、ケーシングに杭を内包した状態
で杭を引き抜き、撤去する工法である。途中で杭が折れていたり、ジョイント部の未接合状態等でも確実に杭を引き抜くことが出来る工法である。また、杭頭が相当深い場合でも、事前測量を行えば、杭頭を露出させる必要もなく、地盤からの施工が可能である。何故ならば、本工法は杭に玉掛けして引き抜くという作業が発生しない
ためである。
本工法に於いてオーガーケーシング工法（輪投げ）との決定的な違いは、杭を引き抜きながら最下部より充填材を注入できるということが挙げられる。
周辺地盤への影響、引抜孔への確実な充填を考慮しなければならない場合、最適な工法である。
主に、関西圏で主流の工法である。主に、既成杭に適用される。

## 打撃系
杭頭を鋼製のリングで割れないように補強したPC杭や鋼管杭の上から大型の打撃ハンマーを落下させたり、振動を用いて引き抜く杭抜き機。やぐらを組んで上部からおもりを連続してたたきつけるモンケン、杭抜き機全体がディーゼルエンジンのピストンと化しているディーゼルハンマ、高周波を発生させる振動機により自沈させるバイブロハンマ、油圧によりピストンを上下させる油圧ハンマーなどがある。構造が簡単で、自走式の機材を用いることができ、扱いが容易であること、掘削土砂や泥水を発生させないメリットがあるが、固い岩盤への打ち込みが困難であること、騒音、振動が発生するというデメリットがある。ディーゼルハンマについては、工事敷地境界における騒音レベルが 80db 前後であり、加えてディーゼルエンジンの排気ガスが発生し、環境保全の観点等で問題となり日本国内の市街地では殆ど使われなくなっている。

## 圧入系
油圧による静荷重を用いて杭を引き抜く杭抜き機。すでに地中に押し込まれた杭を数本つかみ、その支持力を反力にする機械（サイレントパイラー）は、機械本体は軽量ながら、引抜き抵抗力の大きい杭の引抜きも可能になっている。振動や騒音が発生しないメリットがある。

## 掘削系
掘削部分の先端がスクリュー型をしたドリルのオーガドリルやビットを用いて物理的に地盤を掘削し、杭の先端部に高圧水（ウォータージェット）を送水して掘削することにより杭を引き抜く杭抜き機（掘削システム）。打撃系や圧入系の機械を併用することもある。強固な岩盤や深い地盤への引き抜きが可能となるメリットがあるが、掘削に伴い掘り出された土砂や泥水、周囲土圧により杭孔を内部崩壊から防ぐためのベントナイト液の処理が必要となるデメリットがある。

## ハイブリッド系
打撃、圧入、掘削などの機能を組み合わせた杭抜き機の開発も盛んである。

## DCT系
不要な杭をケーシングスクリューの中に杭頭部を入れて、杭の外周を縁切し杭をそっくり抜いてしまう工法。低騒音・低振動、で杭の引抜き作業を行うことができる。掘削時の崩壊の防止　注文に応じて流動化・ソイルモルタル注入が可能。隣接物への影響が少ない工法。杭種：場所打杭、SMW（芯材）　PHC杭　PC杭　ＲC杭　ペデスタル杭　六角杭　鋼管杭　Ｈ型鋼など汎用性が広い。